# 1986 RB5
1986 RB5 är en asteroid i huvudbältet som upptäcktes den 1 september 1986 av den belgiske astronomen Henri Debehogne vid La Silla-observatoriet.
Asteroiden har en diameter på ungefär 6 kilometer.